# Zawiya (Cisjordània)
Az-Zawiya (àrab: الزاويه, az-Zāwiya) és un municipi palestina de la governació de Salfit, a Cisjordània, 15 kilòmetres a l'oest de Salfit i a 24 kilòmetres al sud de Qalqilya, al nord-oest de l'assentament israelià d'Ariel. Segons l'Oficina Central Palestina d'Estadístiques tenia 4.754 habitants el 2007. La majoria de la població de la vila pertany a les tres famílies principals: Shuqeir (45%), Muqadi (30%) i Raddad (20%), mentre que el 5% consisteix en famílies de refugiats palestins com Shamlawi, Rabi i Yusif.

## Història
S'hi ha trobat ceràmica de l'Edat de Ferro, romana i romana d'Orient.

### Època otomana
Zawiya apareix als registres fiscals otomans com a part de la nàhiya de Jabal Qubal al liwà de Nablus. Tenia una població de 4 llars, totes musulmanes, i pagava impostos sobre el blat, civada, arbres fruiters, ingressos ocasionals, cabres i ruscs.
L'explorador francès Victor Guérin visità la vila en 1870 i la va descriure com que tenia uns 200 habitants i una petita mesquita. En 1882 el Survey of Western Palestine del Fons per a l'Exploració de Palestina va descriure la vila com de grandària moderada, probablement «un lloc antic, amb tombes tallades en la roca al sud.»

### Època del Mandat Britànic
En el cens de Palestina de 1922 organitzat per les autoritats del Mandat Britànic de Palestina Zawiya (anomenada Zawiyeh) tenia 396 habitants, 394 musulmans i 2 cristians ortodoxos, mentre que en el cens de 1931 tenia 122 cases ocupades i una població de 513 habitants, tots musulmans.
En 1945 la població era de 720 musulmans, mentre que l'àrea total de terra era d'11.516 dúnams, segons un cens oficial de terra i població. D'aquests, 964 eren plantacions i terra de rec, 2,055 per cereals, mentre 41 dúnams eren sòl urbanitzat.

### Després de 1948
Després de la de la Guerra araboisraeliana de 1948, i després dels acords d'Armistici de 1949, Kifl Haris va restar en mans de Jordània. Després de la Guerra dels Sis Dies el 1967, ha estat sota ocupació israeliana.
L'agricultura és el principal sector econòmic de la ciutat amb producció d'olives, figues, ametlles, llenties i blat. Hi ha més de 2.700 dúnams de terra pertanyent a la jurisdicció d'-Zawiya, dels que 900 són superfície construïda. Les ovelles són la ramaderia més important a az-Zawiya. Hi ha petites indústries de costura, fusteria i treball dels metalls. Hi ha més de 120 botigues a la ciutat. La Segona Intifada ha disminuït dràsticament els ingressos procedents de les exportacions agrícoles a Israel i Jordània, reduint els preus a la meitat.
Az-Zawiya és governada per un consell municipal amb membres elegits cada quatres anys. És municipi des de 1996 i Taleb Raddad (Abu al-Adeeb) ha estat elegit alcalde a t otes les eleccions, servint durant tres legislatures. Az-Zawiya té dues clíniques, dues escoles de nois i dues de noies. La vila està encerclada totalment pel Mur de Cisjordània formant l'enclavament d'az-Zawiya.
En 2001 colons israelians assolaren la zona destruint 25 dúnams d'oliveres contigües a la autopista Trans-Samària.

## Arqueologia
Az-Zawiya conté unes ruïnes antigues anomenades Deir Qassis, on s'hi ha trobat ceràmica de l'Edat de Ferro, persa, romana d'Orient, omeia, abbàsida croada/aiúbida i mameluc.
Deir Qassis fou examinada en 1870. A finals del segle xix les restes arqueològiques restants foren assenyalades: «En un turó a l'oest de la ciutat hi ha algunes tombes; es tracta d'un arcosoli amb un loculus enfonsat per sota. L'altura de l'arc és de 4 peus i 6 polzades, el diàmetre de 8 peus, la tomba 5 peus i 6 polzades de llarg, i l'arc 5 peus a la part posterior.»
Un examen posterior ha revelat que la majoria de les restes són de finals dels períodes romà i romà d'Orient.